# ネコひねり問題

落下するネコのモデル。2つの独立した部位が回転することにより全体としての角運動量をゼロに保っている。

ネコひねり問題（ネコひねりもんだい、英: falling cat problem）とは、ネコの立ち直り反射（正向反射）を物理学的に説明する問題である。持ち上げたネコの背中を下にして手を離すと、ネコの体にかかる重心まわりのトルクはゼロである（よって角運動量は変化しない）にもかかわらず、ネコは体を回転させて足から着地することができる。これは一見すると角運動量保存の法則に反する現象である。
そのため「猫は人間が手を離した瞬間にその手を蹴っている」、「落下中に尻尾をふって、その反作用を利用している」といった説明もされてきた。
問いとしては面白く、またトリヴィアルにも映るが、その解は問題から連想されるほどには単純ではない。角運動量保存の法則との矛盾はネコが剛体でないことから解消される。しかしその代わりにネコの落下中の変形（これはネコの柔軟な脊椎と鎖骨の退化の賜物である）を考えなくてはならない。ネコのこのような振る舞いは変形体の力学の典型例である。

## 歴史
ネコひねり問題はジョージ・ガブリエル・ストークス、ジェームズ・クラーク・マクスウェル、エティエンヌ＝ジュール・マレーといった著名な科学者の興味を引き続けてきた。マクスウェルは妻のキャサリンに宛てた手紙の中で「私がここへ来たとき発見したんだが、トリニティ・カレッジにはネコを放り投げて真っすぐに立たせないようにする伝統があって、私もよくネコを窓の外へ放ったよ。この研究の本来の目的はネコがいかにして素早く身を翻すかの探求だから、正規の手法ではネコを机かベッドの上で約2インチのところから落下させる。それでもなおネコは真っすぐに立つ。私はこの現象の説明を迫られているんだ。」と書いている。マクスウェルの主要な関心は、ネコが反射によって真っすぐ立てなくなるために必要な正確な高さを求めることであり、彼の努力は最終的に報われることになる。
ネコひねり問題はマクスウェル、ストークスやその他の学者にとっては単なる好奇の対象だったが、エティエンヌ＝ジュール・マレーは写真銃を用いてネコの落下をフィルムに捉える（クロノフォトグラフィ）ことでこの問題のより厳密な研究を行った。この銃は1秒間に12フレームの撮影が可能だったが、それによってマレーはネコが落下開始時点では自転しておらず、従って放り主の手をてこに使うという「ずる」はしていないと推論した。これはそれ自体、物体が落下中に角運動量を獲得できることを示唆するものとして問題の提起となった。マレーはまた、空気抵抗がネコの姿勢制御に何ら寄与していないことも示した。

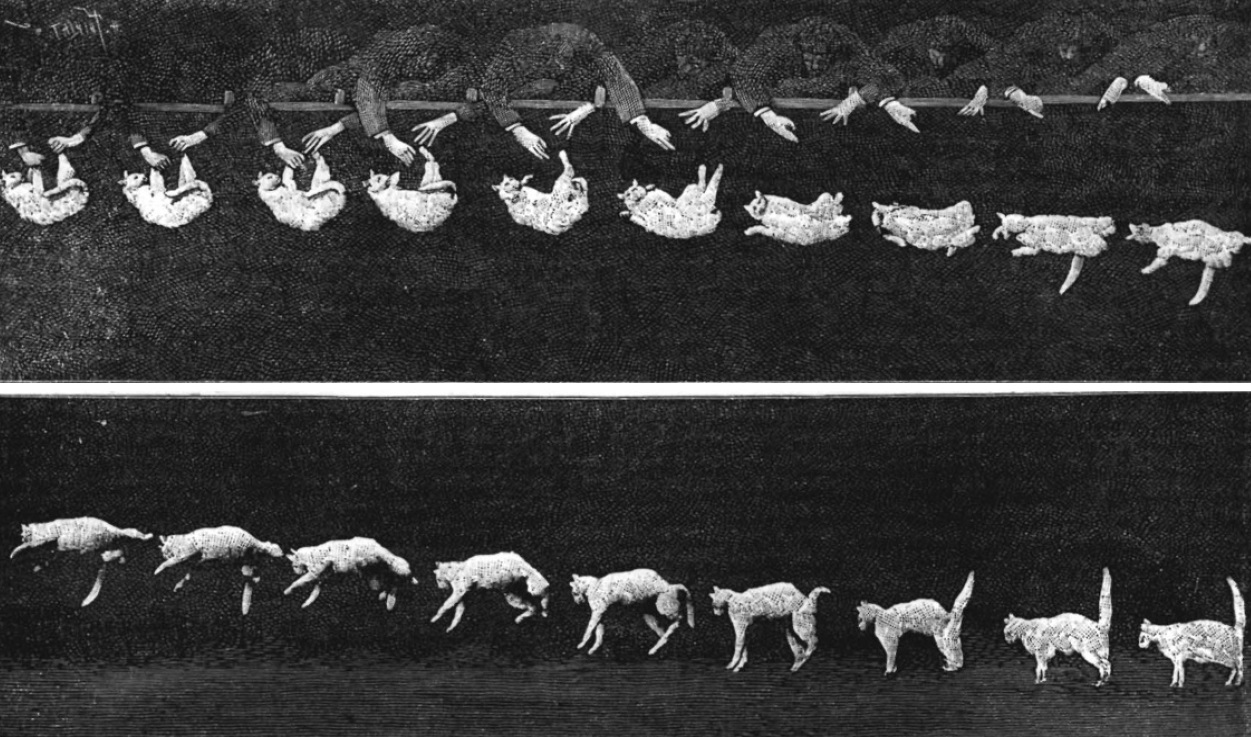
"猫の落下（Falling Cat）" – 1894年のネイチャーに掲載された写真。エティエンヌ＝ジュール・マレー撮影。撮影には彼自身の発明である写真銃が使われた。ネイチャーの編集者は「初回試行の最後にネコが見せる、威厳が損なわれたという表情から、このネコは科学の探究に関心が薄いことは明らかだ。」と書いている。

彼の研究は続いて "Comptes rendus de l'Académie des Sciences"（科学アカデミー紀要）に掲載され、またその要約は『ネイチャー』に載って出版された。記事の要約は以下の通りである。
画像が掲載されていたにもかかわらず、当時の物理学者の多くはなおも、ネコは放り主の手を使った「ずる」をしているのだという立場を変えなかった。あるいは彼らの目には、このネコの運動が「剛体が角運動量を（独りでに）獲得している」ように映ったかである。

## 解決
この問題は、ネコを、相対位置を変化させることのできる円柱のペア（前半身と後半身）とみなすモデルによって解決された(Kane & Scher 1969)。Kane–Scherモデルは後に、ネコを構成する円柱ペアの物理的に許される相対運動を記述する配置空間上の接続（多様体）を用いて記述された(Montgomery 1993)。この枠組みにおいてネコひねり問題の力学は非ホロノミック系の典型例となり(Batterman 2003)、その研究は制御理論の中心的課題となった。ネコひねり問題の解は、配置空間において始点と終点が定められたときの主束に水平な曲線（つまり物理的に可能な運動）として与えられる。この最適解を求めることは、最適動作計画の決定(Arbyan & Tsai 1998; Ge & Chen 2007)の一例である。
物理学的に言えば、Montgomeryの接続は配置空間におけるヤン＝ミルズ場の一種である。また変形体の力学をゲージ場として表現するより一般的なアプローチ(Montgomery 1993; Batterman 2003)の特別な場合であり、これはShapereとWilczekの仕事(Shapere & Wilczek 1987)に続くものである。